# Comaschi (cognome)
Comaschi è un cognome di lingua italiana.

## Varianti
Comasco, Comencini, Comi, Comin, Comini, Cominotto, Comis, Comisso, Da Como, Dacomi, Dacomo.

## Origine e diffusione
Il cognome è tipicamente lombardo e veneto.
Potrebbe derivare dal toponimo Como e indicare il luogo di provenienza del capostipite.
Le varianti Comencini, Comi, Comin, Comini e Cominotto sono frequenti nelle stesse zone; Comis e Comisso sono friulani.

## Persone
- Carla Comaschi (1937) – attrice e doppiatrice italiana
- Comasco Comaschi (1895-1922) – anarchico ed ebanista italiano
- Giorgio Comaschi (1954) – giornalista, conduttore televisivo e attore italiano
- Luciano Comaschi (1931-2019) – calciatore e allenatore di calcio italiano